# Karbis (peuple)
Pour les articles homonymes, voir Karbi (homonymie).
Le peuple Karbi ou Mikir forme une ethnie qui vit dans l'État d'Assam en Inde ; ce peuple est reconnu comme tribu à part entière dans la sixième annexe de la Constitution indienne. C'est la principale tribu du district de Karbi Anglong, district devenu autonome mais ils sont reconnus également en tant que tribu au Meghalaya, Mizoram et Nagaland. C'est la principale tribu de l'Assam après les Bodos d'après le recensement de 2001.
Ils parlent le karbi et nomme se nomme eux-mêmes Karbis, Arleng qui signifie homme en karbi. Mikir est un terme considéré dans les années 2000 comme péjoratif.